# Langnes Peninsula
Langnes Peninsula är en udde i Antarktis. Den ligger i Östantarktis. Australien gör anspråk på området. Langnes Peninsula ligger vid sjöarna  Burch Lake Campbell och Fletcher.
Terrängen inåt land är platt. Havet är nära Langnes Peninsula åt nordväst. Trakten är glest befolkad. Närmaste befolkade plats är Davis Station, 16,7 kilometer sydväst om Langnes Peninsula. 